# Winston Bogarde
Winston Lloyd Bogarde (* 22. Oktober 1970 in Rotterdam) ist ein ehemaliger niederländischer Fußballspieler.

## Karriere
Seine Karriere begann er 1988 bei SVV. 1989 bis 1991 spielte er für Excelsior Rotterdam, ehe er zum Lokalrivalen Sparta Rotterdam wechselte. 1994 unterschrieb er bei Ajax Amsterdam. Mit Ajax (unter van Gaal) gewann er 1995 die UEFA Champions League und wurde zweimal niederländischer Meister. Nach einem kurzen Gastspiel beim AC Mailand landete er im Dezember 1997 mit einem Wechsel zum FC Barcelona wieder bei van Gaal. Mit Barça wurde er zwei Mal spanischer Meister.
Zur Saison 2000/01 wechselte er zum FC Chelsea, wo er einen Vertrag über vier Jahre unterschrieb. Kurz nachdem er diesen Vertrag unterzeichnet hatte, wurde Chelsea-Trainer Gianluca Vialli, der Bogarde nach London geholt hatte, entlassen und durch Claudio Ranieri ersetzt. Unter Ranieri wurde Bogarde nur sehr selten eingesetzt, zuletzt im November 2002. Bogarde musste teilweise mit der Jugendmannschaft von Chelsea trainieren, dennoch entschied er sich, seinen gut dotierten Vertrag bis 2004 auszusitzen, wofür er viel Kritik einstecken musste. Im November 2005 beendete Bogarde seine Karriere.
Für die niederländische Nationalmannschaft bestritt er von 1995 bis 2000 20 Spiele. Sein Debüt gab er am 13. Dezember 1995 beim 2:0-Sieg über Irland.
Bogarde ist Onkel von Melayro Bogarde.

## Erfolge
- Weltpokal: 1995
- UEFA Champions League: 1994/95
- Europäischer Superpokal: 1995
- Spanische Meisterschaft: 1997/98, 1998/99
- Spanischer Pokal: 1997/98
- Niederländische Meisterschaft: 1994/95, 1995/96
- Niederländischer Superpokal: 1994, 1995
- Teilnahme an einer Fußball-Weltmeisterschaft: 1998 (2 Einsätze)
- Teilnahme an einer Fußball-Europameisterschaft: 1996 (4 Einsätze)